# Colobothea forcipata
Colobothea forcipata là một loài bọ cánh cứng trong họ Cerambycidae.